# Legió I Parthica

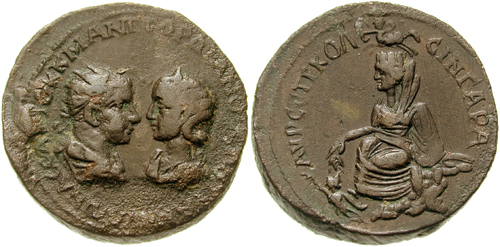
Moneda de l'època de Gordià III encunyada a Singara i que mostra l'emblema de la I Parthica, el centaure.

La Legió I Parthica va ser una legió romana reclutada l'any 197 per l'emperador Septimi Sever. Està registrada la seva presència a l'Orient Mitjà fins al començament del segle v. Tenia per emblema un centaure.
Aquesta legió, juntament amb les II Parthica i III Parthica, va ser fundada per a les campanyes de Septimi Sever contra l'Imperi Part. La campanya va tenir èxit i van arribar fins a Ctesifont, ciutat que van saquejar. Després d'aquestes victòries, les legions I i III Parthica es van quedar a la zona, al campament de Singara (actual Sindjar, Iraq) com a punt de defensa davant de possibles atacs parts, i perquè l'emperador que s'havia annexionat Mesopotàmia, les va deixar com a defensa. És possible que la Legió I Parthica portés el cognomen de Severiana.
L'any 360 la legió no va poder defendre el seu campament davant d'un atac sassànida; després de la derrota es va traslladar a Nísibis (actual Turquia), on sembla que hi va ser fins que la ciutat va ser entregada als sassànides per l'emperador Jovià l'any 363.
Segons els registres existents, era habitual destacar legionaris (vexillatio) de la I Parthica a altres províncies, especialment Lícia, Cilícia i Cirenaica.